# Museum für Thüringer Volkskunde Erfurt

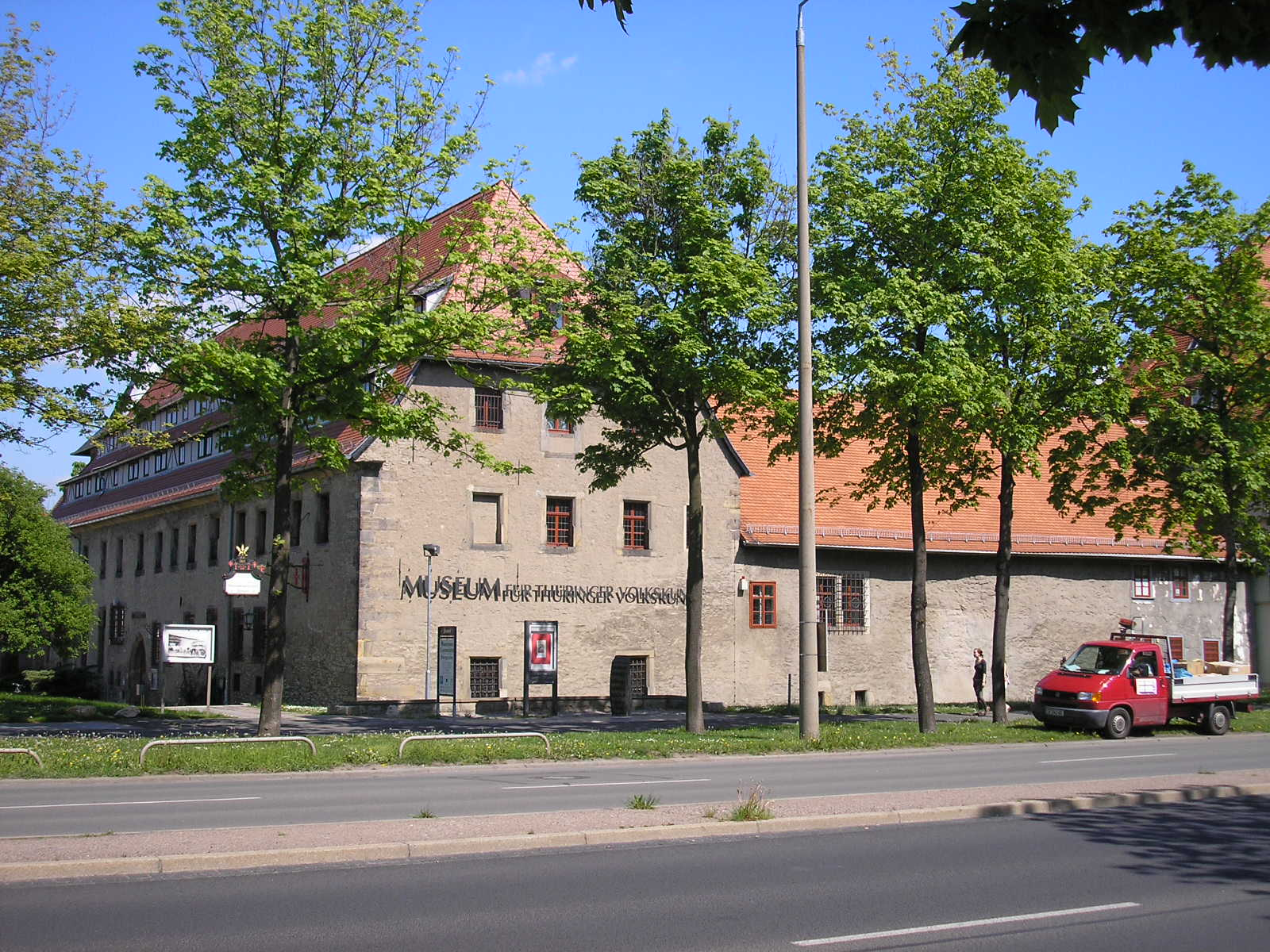
Museum für Thüringer Volkskunde Erfurt

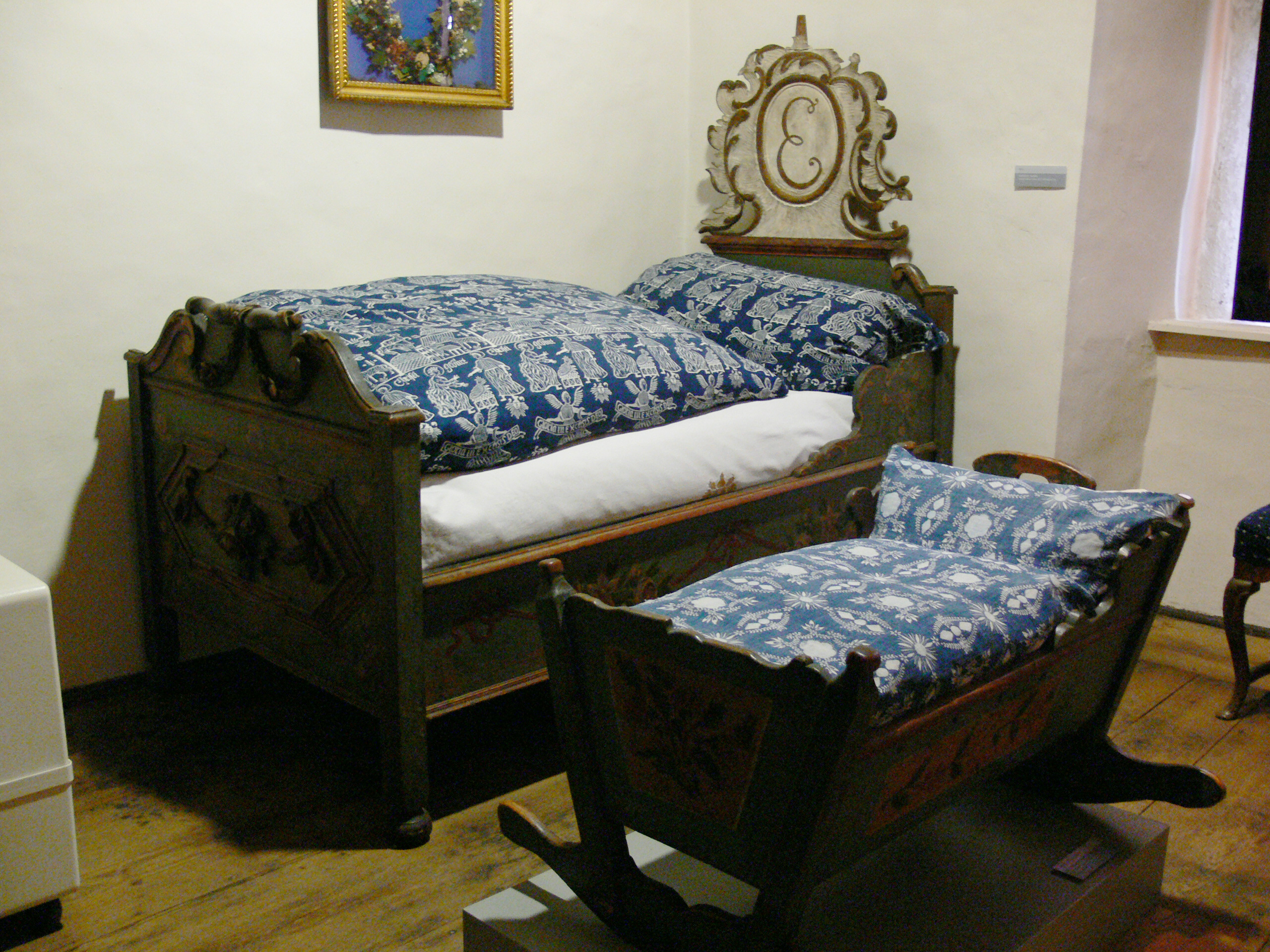
Altes Schlafzimmer im Museum für Thüringer Volkskunde

Das Museum für Thüringer Volkskunde Erfurt ist eines der größten volkskundlichen Museen in Deutschland. Es ist in Gebäuden des ehemaligen Großen Hospitals am Juri-Gagarin-Ring in Erfurt untergebracht.

## Dauerausstellungen
Die Dauerausstellung im Haupthaus zeigt auf mehreren Stockwerken vor allem Gegenstände der ländlichen Alltagskultur des 19. Jahrhunderts, Werkstatteinrichtungen zur Darstellung des ländlichen Erwerbslebens (Korbmacher, Glasbläser, Spielzeugmacher, Blaufärber, Maskenmacher) sowie thüringische Trachten und bemalte Möbel. Dort finden auch Sonderausstellungen zu anderen alltags- und kulturgeschichtlichen Themen statt.

## Schaudepots
In Schaudepots im „Benary-Speicher“ des Sparkassenzentrums werden Keramik, Textilien und die Südsee-Sammlung von Wilhelm Knappe gezeigt.

## Sonderausstellungen (Auswahl)
- Historische Christbaumständer aus der Sammlung Geldmacher (1. Dezember 2000 – 21. Januar 2001)
- Puppenträume. Historische Puppen aus der Sammlung Roswitha Lucke (2. Dezember 2001 – 24. Februar 2002)
- Tisch(e)decken. Ein kulturhistorischer Streifzug (6. März 2003 – 27. April 2003)
- Von Brillen und Menschen. Zur Geschichte einer besonderen Symbiose (16. Mai 2003 – 31. August 2003)
- Feuer und Eisen. Historische Öfen (14. Dezember 2003 – 29. Februar 2004)
- Ein Kleid für die Heimat. Zur Trachtenpolitik Thüringer Herrscherhäuser im 19. Jahrhundert (9. Mai 2004 – 31. Oktober 2004)
- Reisen ins Paradies. Die Erfurter Südsee-Sammlung im Spiegel der Kunst (15. Mai 2005 – 14. August 2005)
- Materialisierte Sehnsüchte. Eine Kulturgeschichte der Hawaii-Hemden (20. Mai 2005 – 9. Oktober 2005)
- Die Erfurter Südsee-Sammlung. Zu Hause im Paradies (14. November 2005 – 27. Januar 2006)
- Von Katzen und Menschen. Auf den Spuren einer besonderen Beziehung (11. Mai 2006 – 27. August 2006)
- Das Fürstentum Erfurt und die Herrschaft des Großen Kaisers. Leben und Sterben in bewegter Zeit (1806–1814) (17. Oktober 2006 – 25. Februar 2007)
- Geschmückte Bäume und Winterliches aus Sammlungsbeständen (10. Dezember 2006 – 4. März 2007)
- Österliches aus Sammlungsbeständen (19. März 2007 – 15. April 2007)
- Schürzenparade. Kulturgeschichtliches zu einem Alltagsutensil (20. Mai 2007 – 26. August 2007)
- Elvis forever. Gegenstände und Bilder aus dem Leben einer Legende (1. Juni 2007 – 17. Juni 2007)
- 100 Jahre Adventskalender - zwischen christlicher Botschaft, Kommerz und Politik (2. Dezember 2007 – 20. Januar 2008)
- Mahlschatz und Designerring: Thüringer Schmuck aus vier Jahrhunderten (2. Dezember 2007 – 30. März 2008)
- Vom Detektor zum HiFi-UKW-Stereo-Empfänger (8. Mai 2008 – 17. August 2008)
- Feine Leute Mode und Luxus zur Zeit des Empire (14. September 2008 – 11. Januar 2009)
- Neuer Glanz in alten Formen. Die Porzellanmanufaktur Reichenbach (5. Dezember 2010 – 25. April 2011)
- Amplonius: Die Zeit. Der Mensch. Die Stiftung 600 Jahre Bibliotheca Amploniana in Erfurt (24. November 2012 – 1. April 2013)
- Spielzeug und so weiter ... 125 Jahre Hahns Laden in Kranichfeld (1. Dezember 2013 – 30. März 2014)
- Besondere Orte: Historische Hospitale in Thüringen (20. November 2014 – 12. April 2015)
- Harter Alltag – reiche Pracht: Zünftiges aus Sammlungsbeständen (24. März 2015 – 28. Februar 2016)
- 60 zum Sechzigsten: Die Jubiläumsausstellung (7. Juni 2015 – 8. Mai 2016)
- Schönes, Skurriles und Scheußliches zur Weihnachtszeit. Streifzüge durch den Fundus (27. November 2015 – 17. Januar 2016)
- Zwischen Bütt und Politik. Karneval und Fasching in der DDR (27. Januar 2016 – 28. Februar 2016)
- Ei und mehr Vergnügliches zum Osterfest (15. März 2016 – 17. April 2016)
- Haute CouThür. Mode und Schmuck aus der Heimat (10. Juni 2016 – 25. September 2016)
- Wie schön ist unser Planet! Eine Hommage an Juri Gagarin (1934–1968) (8. Oktober 2016 – 15. Oktober 2016)
- Eine Stadt steht Kopf: Juri Gagarin 1963 in Erfurt. (8. Oktober 2016 – 15. Oktober 2016)
- Weihnachtszauber. Fotografische Streifzüge durch drei Jahrhunderte (7. Dezember 2017 – 28. Januar 2018)
- Kindheit – Erinnerungen aus acht Jahrzehnten (15. Mai 2020 – 27. September 2020)
- tatau-tattoo: Südsee Tätowierung zwischen Trend, Tabu und Tradition (12. August 2022 – 12. März 2023)
- Garagen | Geschichten. Erkundungen eines Alltagsortes (6. September 2024 – 16. März 2025)
- Spielräume – Spielträume. Textil Art Thüringen (16. Mai 2025 – 29. März 2026)

## Publikationen
- Museum für Thüringer Volkskunde (Hrsg.): Korbmacherhandwerk in Thüringen. (= Schriften des Museums für Thüringer Volkskunde Erfurt. Band 1). Museum für Thüringer Volkskunde, Erfurt 1994, DNB 945933576.
- Marina Moritz (Hrsg.): Zeitbrüche – Lebensbrüche. 2 Bände. (= Schriften des Museums für Thüringer Volkskunde Erfurt. Band 2 und 3). Museum für Thüringer Volkskunde, Erfurt 1995, DNB 945753144.
- Christine Starke, Günter Starke: "... alles mein's". Fotografien und Objekte aus dem DDR-Alltag. (= Schriften des Museums für Thüringer Volkskunde Erfurt. Band 4). Museum für Thüringer Volkskunde, Erfurt 1996, DNB 94781468X.
- Marina Moritz: Der "verordnete" Frohsinn. Volksfeste in der DDR. (= Schriften des Museums für Thüringer Volkskunde Erfurt. Band 5). Museum für Thüringer Volkskunde, Erfurt 1996, DNB 947815104.
- Marina Moritz (Hrsg.): Eigensinn mit Luntenzündung. Selbstgebaute Traktoren aus der DDR. (= Schriften des Museums für Thüringer Volkskunde Erfurt. Band 6). Museum für Thüringer Volkskunde, Erfurt 1996, DNB 949837997.
- Marina Moritz, Iris Höfer: Thüringer "Volks"kunst. Spanschachteln. (= Schriften des Museums für Thüringer Volkskunde Erfurt. Band 7). Museum für Thüringer Volkskunde, Erfurt 1996, DNB 949593419.
- Andrea Knoche: Traditionelle Bräuche und Feste im Jahreslauf. (= Schriften des Museums für Thüringer Volkskunde Erfurt. Band 8 / Volkskunde populär. Band 1). Museum für Thüringer Volkskunde, Erfurt 1996, DNB 95116032X.
- Horst Moritz: Erfurt 1960–1980. Impressionen einer sozialistischen Bezirksstadt. (= Schriften des Museums für Thüringer Volkskunde Erfurt. Band 9). Museum für Thüringer Volkskunde, Erfurt 1997, DNB 951411004.
- Andrea Knoche, Marina Moritz (Hrsg.): Mensch und Museum. Möglichkeiten und Grenzen gegenwärtiger Museumsarbeit. (= Schriften des Museums für Thüringer Volkskunde Erfurt. Band 10). Museum für Thüringer Volkskunde, Erfurt 1997, DNB 952284316.
- Marina Moritz: Trachten machen Leute. Ländliche Kleidungsstile im 19. und beginnenden 20. Jahrhundert. (= Schriften des Museums für Thüringer Volkskunde Erfurt. Band 11 / Volkskunde populär. Band 2). Museum für Thüringer Volkskunde, Erfurt 1997, DNB 951160311.
- Andrea Knoche, Ruth Menzel: Tongestalt. Keramik in Thüringen gestern und heute. (= Schriften des Museums für Thüringer Volkskunde Erfurt. Band 12). Museum für Thüringer Volkskunde, Erfurt 1997, DNB 952197073.
- Evemarie Badstübner-Peters: Berlin – Hauptstadt der DDR. Bilder aus der Endzeit. (= Schriften des Museums für Thüringer Volkskunde Erfurt. Band 13). Museum für Thüringer Volkskunde, Erfurt 1998, DNB 957047223.
- Andrea Knoche, Jutta Lindemann: Ein alter Rohstoff neu entdeckt. Hanf. (= Schriften des Museums für Thüringer Volkskunde Erfurt. Band 14). Museum für Thüringer Volkskunde, Erfurt 1998, DNB 956900690.
- Iris Höfer, Marina Moritz: Typisch DDR? Personen und Gegenstände. (= Schriften des Museums für Thüringer Volkskunde Erfurt. Band 15). Museum für Thüringer Volkskunde, Erfurt 1999, DNB 956639305.
- Andrea Knoche, Maria Moritz: Volkes Stimme. Reflexionen einer Ausstellung. (= Schriften des Museums für Thüringer Volkskunde Erfurt. Band 17). Museum für Thüringer Volkskunde, Erfurt 1999, DNB 961560533.
- Marina Moritz, Andreas Seim: Erfahren – verändern – beharren. Dorfleben im 19. Jahrhundert. (= Schriften des Museums für Thüringer Volkskunde Erfurt. Band 18). Museum für Thüringer Volkskunde, Erfurt 2001, DNB 962995460.
- Andreas Seim, Marina Moritz: Virtuelles Volksleben. Thüringer Trachtenpuppen. (= Schriften des Museums für Thüringer Volkskunde Erfurt. Band 19). Museum für Thüringer Volkskunde, Erfurt 2002, DNB 984756027.
- Marina Moritz, Iris Höfer (Hrsg.): Möbel in Thüringen. Produktion, Gebrauch, Interpretation. (= Schriften des Museums für Thüringer Volkskunde Erfurt. Band 20). Museum für Thüringer Volkskunde, Erfurt 2003, DNB 984756116.
- Marina Moritz (Hrsg.): Ein Kleid für die Heimat. Zur Trachtenpolitik thüringischer Herrscherhäuser im 19. Jahrhundert. (= Schriften des Museums für Thüringer Volkskunde Erfurt. Band 21). Museum für Thüringer Volkskunde, Erfurt 2004, DNB 971801614.
- Marina Moritz (Hrsg.): Jedermann zu Nutzen und Zier... Keramik aus Sammlungsbeständen. (= Schriften des Museums für Thüringer Volkskunde Erfurt. Band 22). Museum für Thüringer Volkskunde, Erfurt 2005, DNB 975888943.
- Marina Moritz, Kai Uwe Schierz (Hrsg.): Reisen ins Paradies. Die Erfurter Südsee-Sammlung im Spiegel der Kunst. (= Schriften des Museums für Thüringer Volkskunde Erfurt. Band 23). Museum für Thüringer Volkskunde, Erfurt 2005, DNB 976462486.
- Marina Moritz (Hrsg.): Hausgeschichte(n). Das große Hospital zu Erfurt wird Museum. (= Schriften des Museums für Thüringer Volkskunde Erfurt. Band 24). Museum für Thüringer Volkskunde, Erfurt 2005, DNB 976422425.
- Marina Moritz, Jürgen Winter: Thüringenbilder. Künstler entdecken das Volk. (= Schriften des Museums für Thüringer Volkskunde Erfurt. Band 25). Museum für Thüringer Volkskunde, Erfurt 2005, DNB 977260933.
- Marina Moritz, Horst Moritz: Das Fürstentum Erfurt und die Herrschaft des Großen Kaisers. Leben und Sterben in bewegter Zeit (1806–1814). (= Schriften des Museums für Thüringer Volkskunde Erfurt. Band 26). Museum für Thüringer Volkskunde, Erfurt 2006, DNB 981791239.
- Marina Moritz, Andrea Steiner-Sohn (Hrsg.): Volkskunde in Thüringen. Beiträge zur Fachgeschichte. (= Schriften des Museums für Thüringer Volkskunde Erfurt. Band 27). Museum für Thüringer Volkskunde, Erfurt 2007, DNB 984755438.
- Marina Moritz (Hrsg.): Feine Leute. Mode und Luxus zur Zeit des Empire. (= Schriften des Museums für Thüringer Volkskunde Erfurt. Band 28). Museum für Thüringer Volkskunde, Erfurt 2008, DNB 99072767X.
- Marina Moritz, Horst Moritz: Ein besonderes Jahr. Thüringen: Mai 1989 – Mai 1990. (= Schriften des Museums für Thüringer Volkskunde Erfurt. Band 29). Museum für Thüringer Volkskunde, Erfurt 2009, DNB 998787817.
- Marina Moritz, Horst Moritz (Hrsg.): Die ersten Jahre der Einheit. Erfurt: 1990 bis 1994. (= Schriften des Museums für Thüringer Volkskunde Erfurt. Band 30). Museum für Thüringer Volkskunde, Erfurt 2010, DNB 1022491512.
- Marina Moritz, Andrea Steiner-Sohn: Die Südsee-Sammlung des Dr. Wilhelm Knappe. Ein kolonialzeitliches Erbe in Museumsbesitz. (= Schriften des Museums für Thüringer Volkskunde Erfurt. Band 31). Museum für Thüringer Volkskunde, Erfurt 2010, DNB 1022491318.
- Marina Moritz, Andrea Steiner-Sohn: Neuer Glanz in alten Formen. Zu Geschichte und Gegenwart der Porzellanmanufaktur Reichenbach. (= Schriften des Museums für Thüringer Volkskunde Erfurt. Band 32). Museum für Thüringer Volkskunde, Erfurt 2011, DNB 1022491563.
- Marina Moritz (Hrsg.): Bemalte Möbel. Produktion, Gebrauch, Interpretation. (= Schriften des Museums für Thüringer Volkskunde Erfurt. Band 33). Museum für Thüringer Volkskunde, Erfurt 2011, DNB 102249158X.
- Marina Moritz (Hrsg.): Amplonius – Die Zeit, Der Mensch, Die Stiftung. 600 Jahre Bibliotheca Amploniana in Erfurt. 2 Bände. (= Schriften des Museums für Thüringer Volkskunde Erfurt. Band 34 und 35). Museum für Thüringer Volkskunde, Erfurt 2012–13, DNB 106068859X.
- Marina Moritz: Alles Tracht? Ländliche Kleidung im 19. und beginnenden 20. Jahrhundert. (= Schriften des Museums für Thüringer Volkskunde Erfurt. Band 36). Museum für Thüringer Volkskunde, Erfurt 2013, DNB 1046604139.
- Marina Moritz: Für Kaiser, Gott und Vaterland? Das kurze Leben des Ernst Heller (1884–1916). (= Schriften des Museums für Thüringer Volkskunde Erfurt. Band 37). Museum für Thüringer Volkskunde, Erfurt 2014, DNB 1063001749.
- Marina Moritz: Erfahren, verändern, beharren : Dorfleben im 19. Jahrhundert . (= Schriften des Museums für Thüringer Volkskunde Erfurt. Band 38). Museum für Thüringer Volkskunde, Erfurt 2015, DNB 1089079060.
- Marina Moritz (Hrsg.): Wir sind sechzig! Das Buch zum Jubiläum. (= Schriften des Museums für Thüringer Volkskunde Erfurt. Band 39). Museum für Thüringer Volkskunde, Erfurt 2016, DNB 1135145075.
- Marina Moritz: Blau und Blaues. Farbbetrachtungen der besonderen Art. (= Schriften des Museums für Thüringer Volkskunde Erfurt. Band 42). Museum für Thüringer Volkskunde, Erfurt 2019, DNB 1200663527.